# Arciera grisea
Arciera grisea är en fjärilsart som beskrevs av Holland 1893. Arciera grisea ingår i släktet Arciera och familjen tandspinnare. Inga underarter finns listade i Catalogue of Life.